# Metabolic typing
A metabolic typing (anyagcsere-tipizálás) egy alternatív gyógyászati irányzat, melynek támogatói úgy tartják, hogy minden embernek egyedi anyagcseréje van, és hogy az olyan óriásmolekulák, mint a fehérjék, szénhidrátok és zsírok optimális aránya különböző az egyes embereknél: ami az egyiknek optimális, az a másiknak nem, sőt akár káros is lehet.
A Metabolic typing gyakori – bőrön, szemen és más testrészeken – látható tüneteket használ a személy anyagcsere jellegének értékelésére és különböző anyagcsere-típusokba való csoportosítására. Emellett a módszertan egyes követői az emberi hajat analizálják, míg mások egyéb diagnosztikai módszereket alkalmaznak a típusok meghatározására.
Sokféle különböző metabolic typing étrend, illetve táplálkozási csomag van ma már a piacon, jóllehet hatékonyságukat és megalapozottságukat eddig még nem tudták kimutatni.

## Kialakulása
Az anyagcsere tipizálást William Donald Kelley(en) (1925–2005) fogorvos hozta be a köztudatba az 1960-as években. Kelley pártolta a szimpatikus és a paraszimpatikus idegrendszer aktivitása szerinti étrendválasztást. Kelley-t 1970-ben elítélték engedély nélküli orvosi praxisért, amikor egy betegénél ujjból vett vérminta alapján tüdőrákot diagnosztizált, és étrend-változtatást írt fel gyógymódként. Az 1980-as években folytatta a metabolic typing alapú étrend népszerűsítését. A módszertant később Harold J. Kristal és William Wolcott is továbbfejlesztette.

## Az anyagcserén alapuló terápiák hatásossága
Egyes metabolic typing-ra szakosodott cégek jó hírű laboratóriumok vérkép- és vizeletminta-elemzéseit használják fel, ugyanakkor az eredményeket nem konvencionális, illetve orvosilag vitatható módon értelmezik. 1985-ben kivizsgáltak egy ilyen céget, melynek során a vizsgálatot lefolytató két külön vér- és vizeletmintát adott le saját véréből elemzés céljából, és két drasztikusan különböző eredményt és étrendjavaslatot kapott. Mindkét javaslat napi szintű költséges étrend-kiegészítőket írt elő.
Metabolikus terápiát, amigdalin (más néven: laetril) szedésével kombinálva rákos betegek számára reklámozta John Richardson az 1970-es években San Francisco környékén, egészen letartóztatásáig a Kaliforniai Rákellenes Törvény megsértése miatt, melynek következményeként a California Board of Medical Quality Assurance(en) (Kaliforniai Orvosi Minőségbiztosítási Bizottság) visszavonta a működési engedélyét.
A Memorial Sloan Kettering Cancer Center(en) (Sloan Kettering Rákközpont, MSKCC) weboldala a metabolikus terápiákat úgy határozza meg, mint „szigorú étrenden alapuló és méregtelenítést alkalmazó rák- és degeneratív betegségeket megelőző és kezelő szabályrendszert”, amely eltér az e szócikk által a metabolic typing-ra alkalmazott fogalomtól és meghatározástól. Az MSKCC weboldala három hasonló rákellenes terápia kapcsán megjegyzi, hogy „a Gerson, Kelley és Contreras által alkalmazott anyagcsere-gyógymódok áttekintő vizsgálata nem mutat ki bizonyítható hatást.”

## Jelen
2003-ban Dr. Klaus D. Holzrichter orvos-természetgyógyász kifejlesztette és szabadalmaztatta az EVA 3000 orvostechnikai mérőeszközt, melynek segítségével az anyagcserét befolyásoló tényezők (pl. sejt energia-ellátottsága, szénhidrát-tolerancia) mérhetővé váltak, és megalapította a Horisan Metabolic Typing-ot. A gépbe helyezett tesztanyagoknak megfelelően elektromágneses impulzusokat juttatnak az emberi szervezetbe, melynek központi idegrendszere válaszreakciót ad. A válaszreakciók a kineziológiából ismert karhosszúság-reflexben (izomtónus-változások a váll jobb vagy bal hátsó izmában) nyilvánulnak meg. A kinyert értékeket szoftver elemzi, és ennek alapján határozzák meg az egyénre szabott  táplálkozási és testmozgásprogramot.
Ma Magyarországon e német módszer van jelen Metodic by Horisan néven.

## Lásd még
- Quackwatch, orvoslással kapcsolatos szélhámosságokat és csalásokat leleplező szervezet oldala
- Medical Board of California hivatalos oldala
- Metodic by Horisan hivatalos magyar oldala

## Fordítás
Ez a szócikk részben vagy egészben  a   Metabolic typing című angol Wikipédia-szócikk fordításán alapul.  Az eredeti cikk szerkesztőit annak laptörténete sorolja fel. Ez a jelzés csupán a megfogalmazás eredetét és a szerzői jogokat jelzi, nem szolgál a cikkben szereplő információk forrásmegjelöléseként.